# Актон
Актон (енгл. Acton, аустралијски поштански код: 2601) је предграђе Канбере, главног града Аустралије. Актон се простире дуж границе Црне планине на западу, па све до језера Барли Грифин на југу. На територији Актона смештене су вежне државне институције као што је Аустралијски национални универзитетски студенски град. Такође у близини се налази и Скренсаунд Аустралија, део ЦСИРО и Национални музеј Аустралије. По подацима из 2001, у Актону живи 1846 људи од којих је већина смештена у Аустралијанском националном универзититу (АНЦ).
Четврти је име дап поручник Артур Џефрејс 1843. Назив Актон је сачуван када је територија придружена Канбери током њене изградње 1913.

## Спољне стране
- Актон Архивирано на веб-сајту  (17. септембар 2006)